# 维客旅行
維客旅行（Wikitravel）計畫的目的是創造一個內容開放、完整、及時而且可靠的全球旅遊指南。雖然它使用wiki模式來創作指南內容，並且將之置放於全球資訊網，這個計畫仍然希望能夠生產出符合出版標準的指南。维客旅行由全世界的Wikitravellers一起合作創建。但它並不屬於維基媒體基金會的項目，與維基百科及維基媒體基金會並無關係。
维客旅行受到維基百科的啟發，於2003年7月開始。這個計畫跟維基百科一樣，使用MediaWiki這個軟體。维客旅行使用的是授權的姓名標示-相同方式分享許可（CC by-sa 3.0）。
维客旅行是一個多語言的計畫，目前以英語、中文、羅馬尼亞語、法語、德語、瑞典語、日語等20種語言呈現。

## 外部連結
- 维客旅行 （页面存档备份，存于） （英文）
- 维客旅行 （页面存档备份，存于） （中文）